# Hrabstwo Martin (Teksas)

Piramida wieku hrabstwa

Hrabstwo Martin – hrabstwo położone w USA, w stanie Teksas. Utworzone w 1876 r. Siedzibą hrabstwa jest miasteczko Stanton. Według danych z 2023 liczy 5216 mieszkańców (w tym 10% urodziło się poza granicami USA).
Do listopada 2018 r. hrabstwo Martin było jednym z sześciu całkowicie suchych hrabstw w Teksasie, co oznacza, że sprzedaż alkoholu była w nim całkowicie zabroniona. 

## Sąsiednie hrabstwa
- Hrabstwo Dawson (północ)
- Hrabstwo Howard (wschód)
- Hrabstwo Glasscock (południowy wschód)
- Hrabstwo Midland (południe)
- Hrabstwo Andrews (zachód)
- Hrabstwo Gaines (północny zachód)

## Gospodarka
51% areału gospodarstw zajmują pastwiska i 47% to uprawy.
- wydobycie ropy naftowej (2. miejsce w stanie) i gazu ziemnego (15. miejsce)[4]
- uprawa bawełny, słonecznika, sorgo, orzeszków ziemnych i fasoli[3][5].
- produkcja siana (17. miejsce)[3].

Hrabstwo jest jednym z bogatszych w Zachodnim Teksasie. Średni dochód gospodarstwa domowego (dane z 2023) w hrabstwie wynosi 77 083 dolarów, zaś dochód na mieszkańca 46 701 dolarów. 11,9% mieszkańców żyje poniżej relatywnej granicy ubóstwa.

## Demografia
Mieszkańcy deklarują głównie pochodzenie meksykańskie (42,8%), mieszane (12,8%), angielskie (10,6%), irlandzkie (7,5%), niemieckie (5,9%), „amerykańskie” (5,6%) i francuskie (3,3%).